# Путељак (кратки филм)
„Путељак ” је југословенски кратки филм из 1967. године. Режирао га је Љубиша Георгијевски а сценарио је написао Никола Коле Ангеловски.

## Улоге
| Глумац           | Улога |
| ---------------- | ----- |
| Војислав Мићовић |       |